# Боровац (планина)
Боровац (1749 метара надморске висине) је планински врх на подручју Босанско-подрињског кантона Горажде.
То је највиши од девет планинских узвишења на простру овог кантона. Налази се на локалитету Руде Главе. Планински масив Руда Глава којем припада и Боровац  налази се на источним обронцима Јахорине и удаљен је око 60 километара од Сарајева.
Најстарије палеозојске наслаге на паљанском подручју су девонски кречњаци Боровца и Клека који су чисти на стрмијим падинама и гребенима, а на блажим су мјешани са кластичним седиментима. Присуство кластита утиче на педогенезу као и на својства образованих земљишта.

## Поријекло назива
Назив врха Боровца говори о богатству подручја боровницом због које у сезони брања Руду Главу посјећују бројни берачи те биљке. 